# 鏡味仙成
鏡味 仙成（かがみ せんなり、1996年12月11日 - ）は、太神楽曲芸協会、落語協会に所属している太神楽曲芸師。本名∶山本 航大。

## 経歴
中学2年で太神楽師を志すが、国立劇場太神楽研修生の募集要件が中学卒業以上から23歳までというものであり、第7期募集時は中学3年であったため応募できなかった。そのため、直接鏡味仙三郎に入門志願を行い、1年間の稽古を経て第7期の3年間の課程の2年目に聴講生として編入している。
研修を修了した2014年4月に仙三郎に入門。芸名「仙成」。落語協会での前座修行に入る。
2015年に前座修行を終え、鏡味仙三郎社中に加入。
2021年に師匠仙三郎が死去。兄弟子鏡味仙志郎と共に鏡味仙志郎・仙成を結成。同年3月、令和2年度国立演芸場花形演芸大賞銀賞を受賞。

## 人物
- 学習障害の一種であるディスレクシアであることを公表しており[2]、同じくディスレクシアを抱える落語家の柳家花緑と講演会を行っている[4]。

## 芸歴
出典∶
- 2014年4月∶鏡味仙三郎に入門。芸名「仙成」。
- 2015年∶鏡味仙三郎社中に加入。
- 2021年∶師匠仙三郎死去、鏡味仙志郎と共に鏡味仙志郎・仙成を結成。

## 受賞歴
- 2021年3月∶令和2年度国立演芸場花形演芸大賞銀賞

## 出演

### テレビ
- 家、ついて行ってイイですか? - （テレビ東京、2018年10月1日[5]、2024年1月4日[6]）